# Severino di Settempeda
Severino (470 circa – 545) fu vescovo di Settempeda, oggi San Severino Marche, ed è venerato come santo dalla Chiesa cattolica.

## Biografia
Insieme al fratello Vittorino aveva dato via la sua grande ricchezza per i poveri ed entrambi erano diventati eremiti a Monte Nero, vicino a  Septempeda, e nelle grotte vicino a Pioraco.
Il papa Vigilio li nominò vescovi di due distinte sedi: Severino divenne vescovo di quella che allora si chiamava  Septempeda, in seguito chiamata San Severino Marche, mentre il fratello Vittorino divenne vescovo di Pioraco.

## Culto
Il corpo di san Severino si venera nella cappella a lui dedicata, nel Duomo vecchio della città di San Severino Marche.
La memoria liturgica, che un tempo cadeva l'8 giugno, oggi è riportata nel nuovo Martirologio romano al 15 maggio:
(Martirologio Romano)
Una festa religiosa, con concorso di confraternite, popolo e clero, si svolge l'8 giugno di ciascun anno a San Severino Marche.